# Musée des Beaux-Arts et de la Céramique (Verviers)
 (février 2025).
Si vous disposez d'ouvrages ou d'articles de référence ou si vous connaissez des sites web de qualité traitant du thème abordé ici, merci de compléter l'article en donnant les références utiles à sa vérifiabilité et en les liant à la section « Notes et références ».
Le Musée des Beaux-Arts et de la Céramique (Museum voor Schone Kunsten en Keramiek) est un musée d'art de la ville belge de Verviers, situé Rue Renier 17. Il est installé dans l'ancien Hôpital Nouveau de 1661.

## Collection - quelques examples

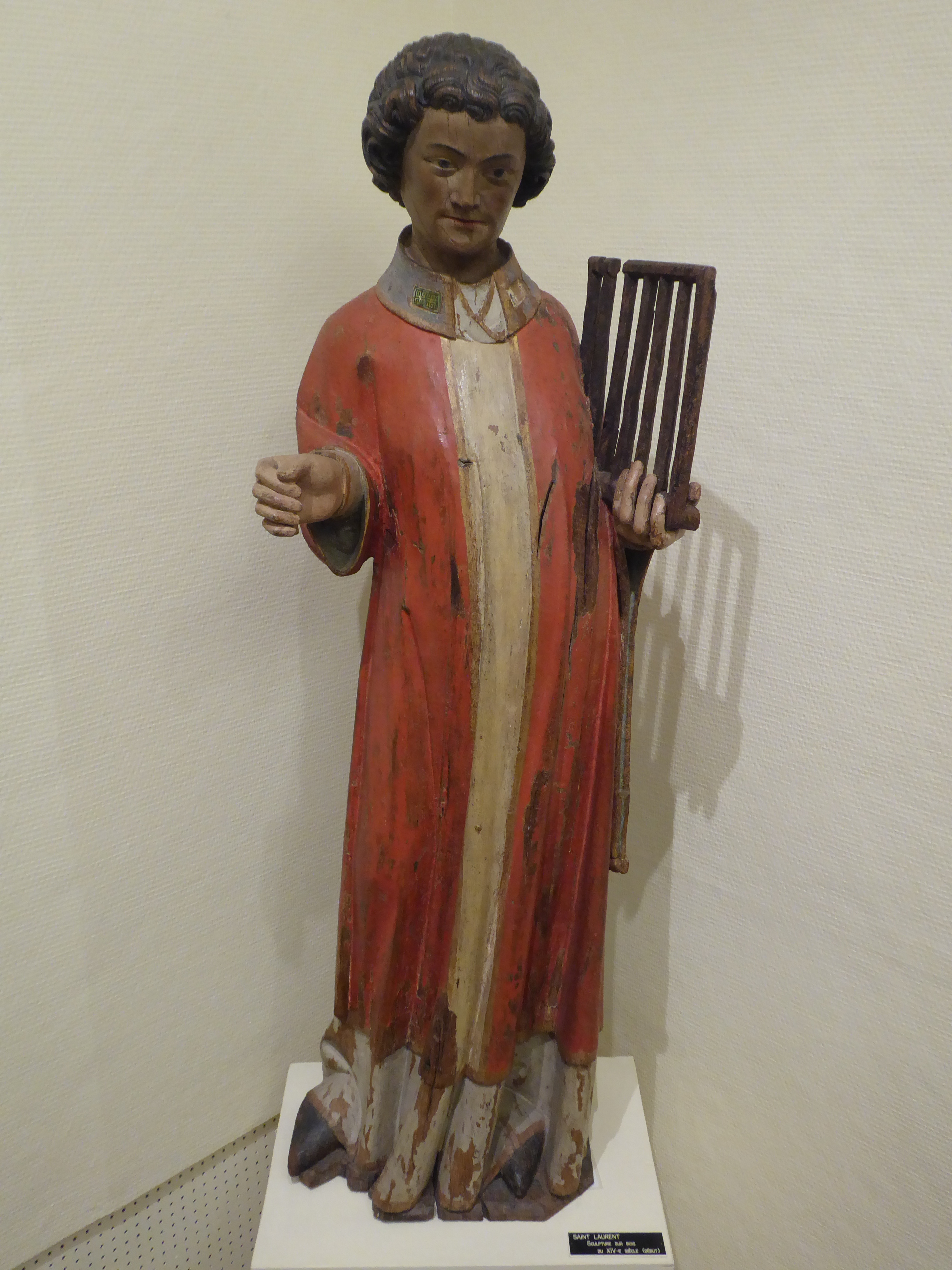
Statue de Laurent de Rome (13e siècle)
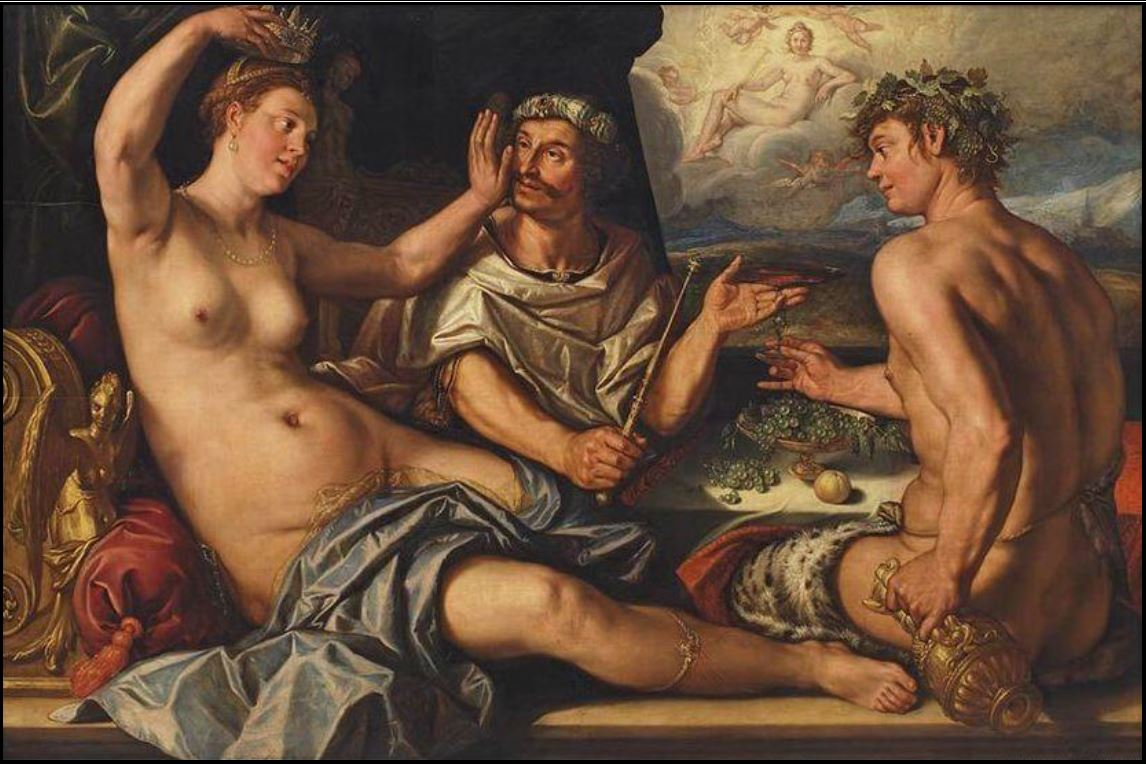
Apame & Bacchus de Hendrick Goltzius
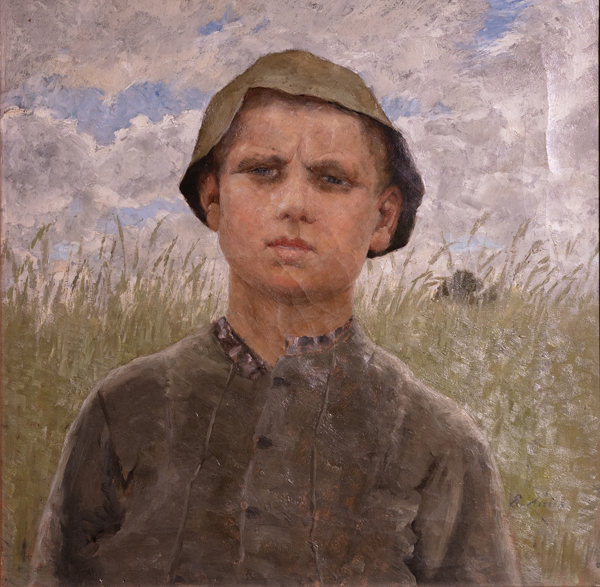
Jeune agriculteur d'Emile Claus
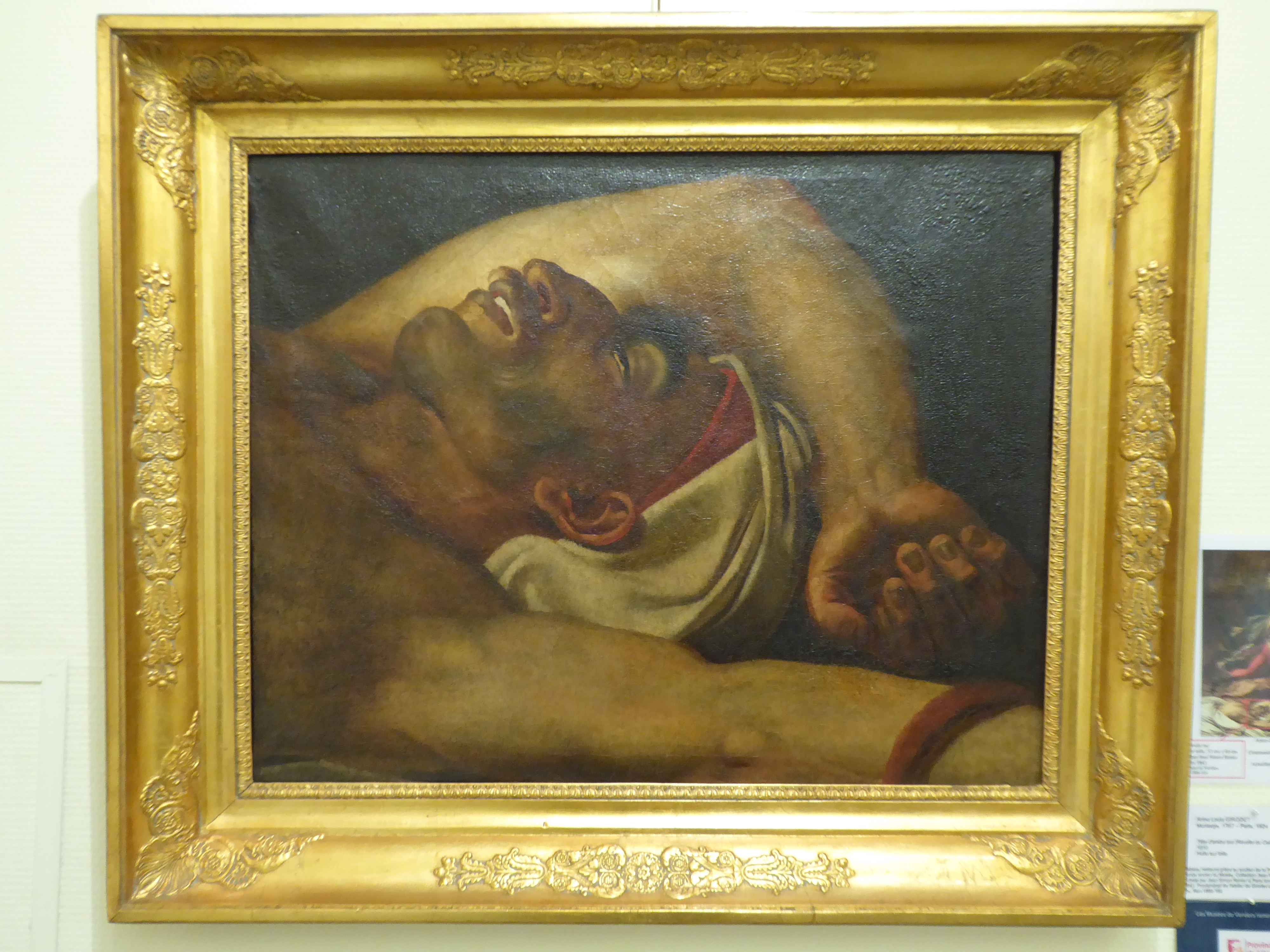
Révolte du Caire (detail) de Anne-Louis Girodet-Trioson
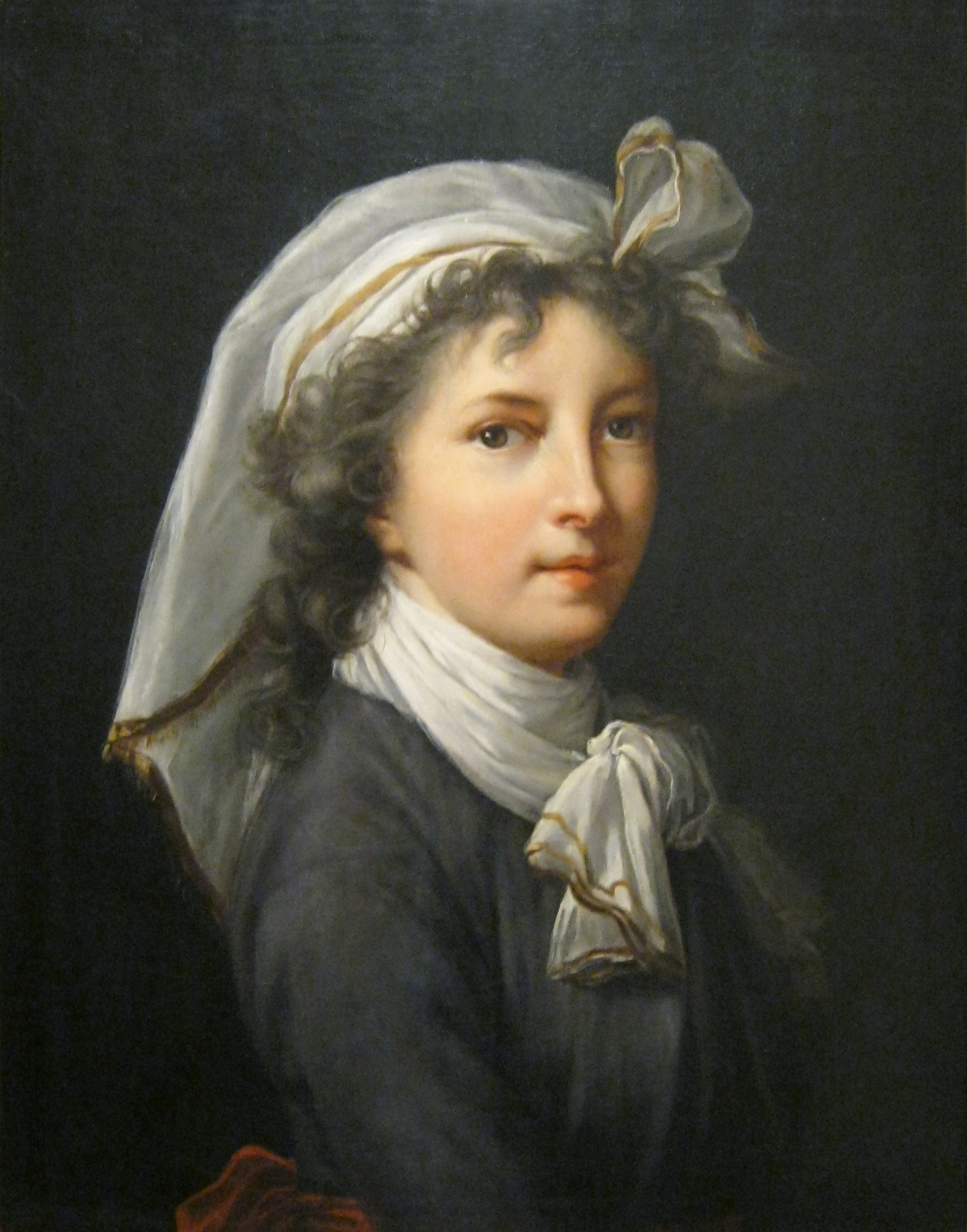
Autoportrait d'Élisabeth Vigée-Le Brun